# Fred Bunge
Fred Bunge (* 15. November 1923 in Leipzig; † Anfang April 1960 bei Buchloe) war ein deutscher Trompeter und Arrangeur des Modern Jazz.

## Leben und Wirken
Bunge lernte Klavier, Violine und Trompete und spielte nach 1945 in verschiedenen Ensembles, bevor er sich nach Westdeutschland absetzte. 1948 arbeitete er in der Band von Joe Wick. 1950 wurde Bunge Mitglied des Orchesters Kurt Edelhagen, wo er auch arrangierte und dabei mitwirkte, eine europäische Variante des Progressive Jazz zu schaffen.
1953 trat er mit den German All Stars beim Deutschen Jazzfestivals auf (Album). Daneben gründete er eine eigene Band, mit der er auf zahlreichen Jazzfestivals auftrat und in der auch Willi Sanner und Egon Christmann spielten; auch ging er mit Bill Coleman auf Tournee. Nach einem Konzert in Zürich verunglückte er auf der Fahrt zu einer Veranstaltung in Hof als Beifahrer im Auto.

## Lexikalische Einträge
- Carlo Bohländer, Karl Heinz Holler: Reclams Jazzführer (= Reclams Universalbibliothek. Nr. 10185). 2., revidierte und erweiterte Auflage. Reclam, Stuttgart 1977, ISBN 3-15-010185-9.
- Friedel Kelm: Das grosse Buch der Trompete: Instrument, Geschichte, Trompeterlexikon Schott, Mainz 2005, ISBN 3-7957-0530-4